# Patti Davis
Pour les articles homonymes, voir Davis.
Patti Davis, née Patricia Ann Reagan, née le 21 octobre 1952 à Los Angeles, en Californie, est une actrice américaine.

## Biographie
Elle est la fille du président Ronald Reagan et de sa deuxième femme Nancy Reagan. Elle a changé son nom pour celui de sa mère afin d'avoir une carrière indépendante.
Elle est à l'origine de nombreuses polémiques. En 1971, elle avoue à sa mère avoir entretenu une relation avec un professeur de lycée pendant deux ans. Végétarienne, militante anti-nucléaire, elle est très critique de la politique de son père,. Elle se marie en 1984 à Paul Grilley, un professeur de yoga,.

## Filmographie

### Cinéma
- 1983 : L'Héritier de la Panthère rose (Curse of the Pink Panther) : Michelle Chauvin
- 1989 : Tango et Cash : une reporter

### Télévision
- 1979 : Chips (série TV) : une réceptionniste
- 1979 et 1986 : La croisière s'amuse (The Love Boat) (série TV) : Cindy / Brenda
- 1980 : L'Île fantastique (Fantasy Island) (série TV) : une présidente
- 1980 : Vegas (série TV) : Beth / Connie
- 1981 : L'Homme à l'orchidée (Nero Wolfe) (série TV) : Dana Groves
- 1981 : Réservé aux dames (For Ladies Only) (téléfilm) : Sandy Green
- 1982 : Pour l'amour du risque (Hart to Hart) (série TV) : Laura Hampel
- 1982 : Romance Theatre (série TV) : Jean
- 1983 : Équipe de nuit (Night Partners) (téléfilm) : Janice Tyler
- 1983 : Trapper John, M.D. (série TV) : Janet Taylor
- 1983 et 1985 : Simon et Simon (série TV) : Diana / Beth Carlisle
- 1984 : Rituals (série TV) : Marissa Mallory #1